# Tilman Spengler

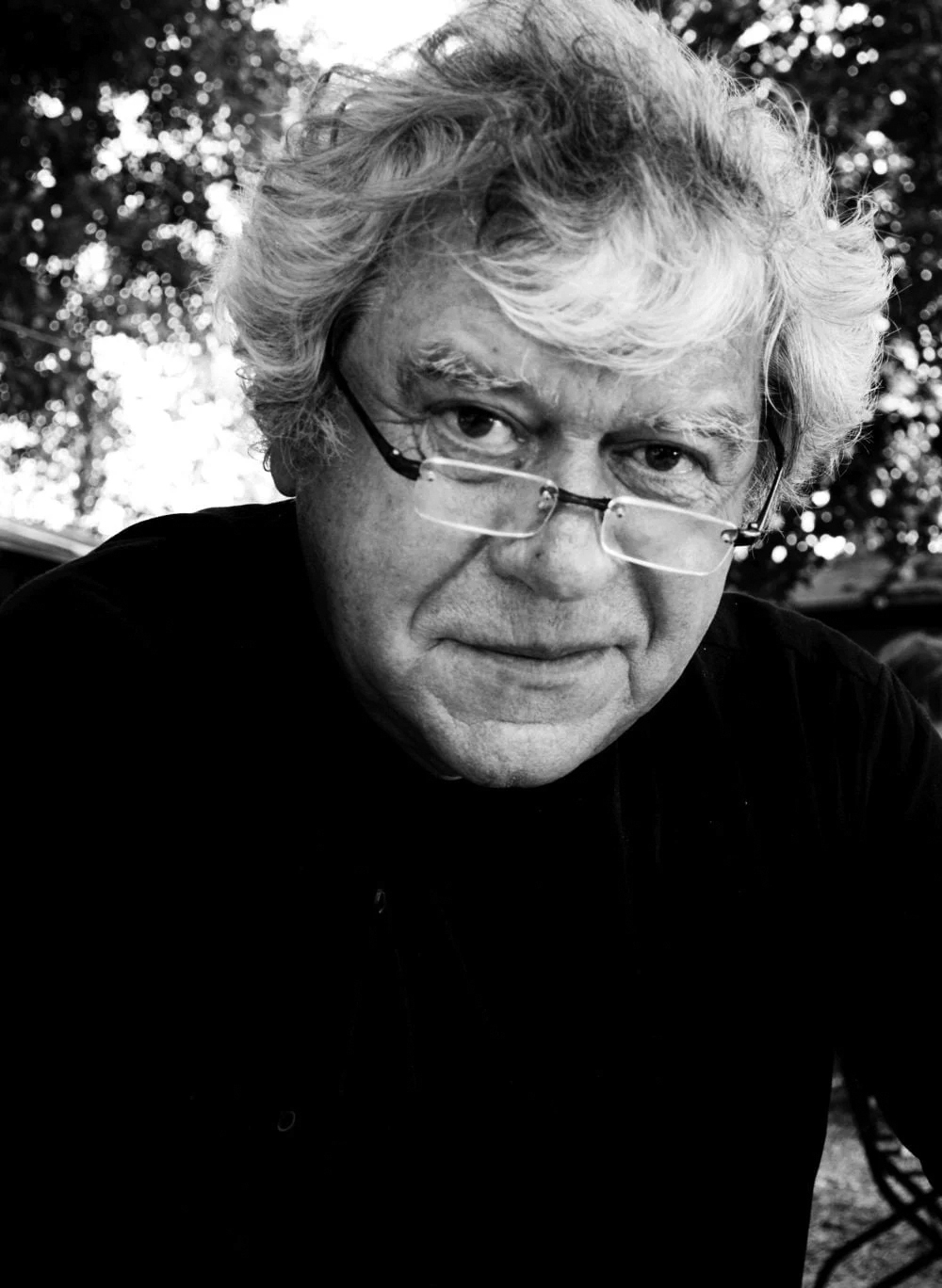
Portrait von Tilman Spengler

Tilman Spengler (* 2. März 1947 in Oberhausen) ist ein deutscher Sinologe, Schriftsteller und Journalist.

## Leben und Wirken
Spengler studierte in Heidelberg, Taipeh und München Sinologie, Politikwissenschaft und neuere Geschichte und war mehrere Jahre am Max-Planck-Institut zur Erforschung der Lebensbedingungen der wissenschaftlich-technischen Welt in Starnberg tätig. 1972 promovierte er in München.
Danach war er sechs Jahre als wissenschaftlicher Mitarbeiter des Philosophen Carl Friedrich von Weizsäcker tätig. Neben seiner akademischen Tätigkeit publizierte er unter anderem regelmäßig in der Zeit und in GEO. Im Jahre 1991 veröffentlichte er die Romanbiografie Lenins Hirn, die in einundzwanzig Sprachen übersetzt wurde. 1992 wurde Spengler Feuilletonchef der Wochenzeitschrift Die Woche. 2003 erschien sein Erzählband Wenn Männer sich verheben.
Spengler ist Gründungsmitglied des Lübecker Literaturtreffens „Gruppe 05“. Seit Mai 2006 steht er dem „Sinologie Heidelberg Alumni Netzwerk“ (SHAN) e. V. (Sinologisches Seminar der Universität Heidelberg) als Kuratoriumsmitglied zur Seite. Von 1980 bis zu ihrer vorübergehenden Einstellung 2008 war er Mitherausgeber der Zeitschrift Kursbuch. Er ist Mitglied im PEN-Zentrum Deutschland.
Spengler ist ein China-Kenner und war u. a. 1976 beim großen Erdbeben dort.
Auch begleitete er 2001 den damaligen Bundeskanzler Gerhard Schröder sowie im Mai 2008 den damaligen Außenminister Frank-Walter Steinmeier bei Besuchen des Landes. In einem Interview beschrieb er 2010 sein Verhältnis zu China folgendermaßen: „Für die Intensität der genauen Beobachtung ist mir das Gefühl der Fremdheit sehr wichtig. Nach ein paar Wochen sieht, hört und riecht man die Besonderheiten nicht mehr. […] China ist für mich ein Ort mit ziemlich hoher Verdichtung in sehr vielen Lebensbereichen. Wie lange das das Nachdenken anregt, weiß ich nicht. Ich habe China immer früh genug wieder verlassen, bevor es in eine Flachphase übergehen konnte.“ In jüngerer Zeit konstatiert Spengler, dass große Teile der deutschen Sinologie zu den gegenwärtigen chinesischen politischen Verhältnissen schweigen. Immerhin stehe dies im Kontrast zur früheren Beweihräucherung des Maoismus. Im Jahre 2010 hielt Spengler die Laudatio anlässlich der Verleihung des Hermann-Kesten-Preises an Liu Xiaobo, der auch wenig später mit dem Friedens-Nobelpreis geehrt wurde. Der Sinologe war an der Vorbereitung der Ausstellung Kunst der Aufklärung im chinesischen Nationalmuseum in Peking beteiligt, die seit dem 1. April 2011 ein Jahr lang gezeigt wurde. Im März 2011 wurde Spengler, zum Zeitpunkt der Eröffnung dieser Ausstellung, seines Einsatzes für Liu Xiaobo und anderer Dissidenten wegen, die Einreise nach China als Begleitung von Außenminister Guido Westerwelle verwehrt. Als Begründung für das Einreiseverbot hieß es seitens eines chinesischen Kulturfunktionärs, Spengler habe „die Gefühle des chinesischen Volkes“ verletzt. In einem Interview bezeichnete Spengler das Projekt als „sinnvolle Veranstaltung“, jedoch gingen von solchen Veranstaltungen auch „legitimatorische Impulse“ aus.
Für den Fernsehsender BR-alpha schrieb und moderierte Spengler die 101-teilige Sendereihe Klassiker der Weltliteratur, deren Folgen erstmals von 2009 bis 2011 ausgestrahlt wurden.
Spengler lebt in Ambach am Starnberger See und in Berlin. Er ist mit der Schauspielerin Daphne Wagner verheiratet und hat eine Tochter. Tilman Spengler ist der Großneffe von Oswald Spengler.

## Auszeichnungen
- 1999 Mainzer Stadtschreiber
- 2003 Ernst-Hoferichter-Preis
- 2008 Literaturpreis der Landeshauptstadt München

## Werke

### Schriften
- Geplantes Bevölkerungswachstum im Entscheidungsprozess der Wirtschafts- und Sozialpolitik der Volksrepublik China. Institut für Asienkunde, Hamburg 1975, DNB 750918934.
- Der Sturz von Lin Piao. Paradigma für militärisch-zivile Konflikte in der VR China? (= Mitteilungen des Instituts für Asienkunde. Band 76). Institut für Asienkunde, Hamburg 1976, DNB 760502404.
- Sozialismus für ein neues China. Wirtschafts- und gesellschaftspolitische Themen in der Auseinandersetzung zwischen Reformern und Revolutionären gegen Ende des letzten Kaiserreiches. Dissertation an der Universität München 1972 (= Betriebswirtschaftliche Forschungsbeiträge. Band 5). GBI-Verlag, München 1983, ISBN 3-89003-004-1.
- Geistermauern. Chinesische Piktogramme. Kursbuch-Verlag, West-Berlin 1989, ISBN 3-88022-981-3.
- Lenins Hirn. Roman. Rowohlt Verlag, Reinbek 1991, ISBN 3-498-06256-5.
- Der Maler von Peking. Roman. Rowohlt Verlag, Reinbek 1993, ISBN 3-498-06273-5.
- Wenn Männer sich verheben. Eine Leidensgeschichte in 24 Wirbeln. Rowohlt, Berlin 1996, ISBN 3-87134-272-6.
- Chinesische Reisebilder. Rowohlt Verlag, Reinbek 1996, ISBN 3-499-22094-6.
- Die Stirn, die Augen, der Mund. Roman. Rowohlt Verlag, Reinbek 1999, ISBN 3-498-06274-3.
- Meine Gesellschaft. Kursbuch eines Unfertigen. Berlin Verlag, Berlin 2001, ISBN 3-8270-0381-4.
- Das Glück wartet draußen vor der Stadt. Reportagen und Erzählungen aus China. Berliner Taschenbuch-Verlag, Berlin 2002, ISBN 3-442-76119-0.
- Zu Gast bei Wagner. Kunst, Kultur und Kulinarisches in der Villa Wahnfried. Mit 33 Rezepten. Mit Daphne Wagner und Barbara Lutterbeck. Collection Rolf Heyne, München 2002, ISBN 3-89910-141-3.
- Mallorca. Von schwarzen Schweinen und Madonnen. Mit Zeichnungen von Ioannes Llabres und einem Schaf von Jörg Immendorff. Sanssouci Verlag, München/Wien 2003, ISBN 3-7254-1233-2.
- 15 Affen für Ida, die einmal eine sehr kluge Frage stellte. Mit Jörg Immendorf. Bloomsbury Kinderbücher und Jugendbücher, Berlin 2005, ISBN 3-8270-5071-5.
- Sind Sie öfter hier? Von der Kunst, ein kluges Gespräch zu führen. Ullstein Verlag, Berlin 2009, ISBN 978-3-550-08768-4.
- Wahr muss es sein, sonst könnte ich es nicht erzählen. 30 Glücksfälle der Weltliteratur. Ullstein Verlag, Berlin 2011, ISBN 978-3-550-08839-1.
- Haben Sie das wirklich alles im Kopf? Glücksfälle der Weltliteratur. Deutscher Taschenbuch-Verlag, München 2013, ISBN 978-3-423-28026-6.
- Waghalsiger Versuch, in der Luft zu kleben. Roman. Berlin Verlag, Berlin 2015, ISBN 978-3-8270-1295-1.
- Made in China. Roman. Transit Buchverlag, Berlin 2021, ISBN 978-3-88747-382-2.

### Als Herausgeber
- Joseph Needham. Wissenschaftlicher Universalismus. Über Bedeutung und Besonderheit der chinesischen Wissenschaft. Herausgegeben, eingeleitet und übersetzt von Tilman Spengler.  Suhrkamp, Frankfurt am Main 1977, ISBN 3-518-07455-5.
- Lenins letzte Tage. Eine Rekonstruktion  von Alexej Chanjutin und Boris Rawdin. Rowohlt, Berlin 1994, ISBN 3-87134-097-9.
- Moskau - Berlin. Stereogramme. Berlin Verlag, Berlin 2001, ISBN 3-8270-0413-6.

### Als Übersetzer
- Leonora Carrington: Das Hörrohr. übers. aus dem Englischen. Insel, Frankfurt am Main 1980, ISBN 3-458-04919-3.
- Mao für Anfänger. Von Rius und Freunden. Rowohlt, Reinbek bei Hamburg 1980 (Mao for Beginners; dt.)